# Immunoprécipitation de chromatine

Principe de l'immunoprécipitation de chromatine.

 (mars 2015).
L'immunoprécipitation de la chromatine est une méthode qui permet de déterminer les sites de liaison de l'ADN sur le génome pour une protéine particulière et donne accès à une représentation des interactions protéine–ADN qui ont lieu dans le noyau de la cellule vivante ou dans les tissus. La mise en œuvre in vivo de cette méthode est bien différente de celles qui sont généralement utilisées.

## Principe
Le principe à la base de ce procédé est que les protéines qui se lient à l'ADN (y compris les facteurs de transcription et les histones) peuvent être réticulées avec l'ADN auquel elles sont liées. En employant un anticorps spécifique d'une protéine présumée liée à l'ADN, on peut faire une immunoprécipitation du complexe protéine–ADN du lysat cellulaire. La réticulation s'obtient souvent par l'action du formaldéhyde sur les cellules (ou les tissus), encore qu'il soit parfois plus intéressant d'utiliser un réactif plus approprié comme le DTBP (peroxyde de di-tert-butyle). Après la réticulation, les cellules sont lysées et l'ADN est scindé en morceaux de 0,2 à 1 kb (kilobase) de longueur à l'aide d'un bain à ultrasons. À ce stade, on procède à l'immunoprécipitation pour obtenir des complexes protéine–ADN purifiés. Ces complexes purifiés sont alors chauffés pour annuler la réticulation par le formaldéhyde et l'ADN peut être séparé des protéines. L'identification et le dénombrement des fragments d'ADN peuvent être obtenus par réaction en chaîne par polymérase (PCR). Une des limites de l'utilisation de la PCR sur des fragments isolés est qu'il faut avoir une idée de la région du génome qui a été ciblée pour pouvoir générer les bonnes amorces par PCR. Cette limite est facilement contournable en clonant l'ADN du génome isolé dans un vecteur plasmidique et en utilisant ensuite des amorces spécifiques de la zone de clonage de ce vecteur. En revanche, quand on veut déterminer où la protéine est liée sur un génome à grande échelle, on peut utiliser une puce à ADN (Chip on chip) ou par séquençage à haut débit (Chip-Seq) qui permettent la détermination du cistrome. Le chip–sequencing, une technologie nouvelle, permet de localiser les sites de liaison à cadence élevée, ce qui est très rentable sur le plan du coût.

## Historique
L'immunoprécipitation de la chromatine fut établie en 1984 par John T. Lis et David Gilmour, en utilisant des rayons UV de manière à créer des cross-links ou liens covalents entre des protéines en contact avec l'ADN et avec celui-ci dans des cellules bactériennes vivantes. À la suite de la lyse des cellules cross-linkées et de l'immunoprécipitation de l'ARN polymérase bactérienne, l'ADN associé avec celle-ci fut hybridé à des sondes correspondant a différentes régions de gènes connus, de manière à déterminer la distribution in vivo ainsi que la densité de l'ARN polymérase a ces gènes. Un an plus tard, ils utilisèrent la même méthodologie pour identifier la distribution de l'ARN polymérase eucaryote sur des gènes heat shock chez la drosophile. Ces études pourraient être considérées comme des travaux pionniers dans le domaine de l'immunoprécipitation de chromatine,.